# Jackson Douglas
Jackson Douglas (* 1969 in Kent, Washington als Douglas Jackson) ist ein US-amerikanischer Schauspieler, Regisseur, Produzent und Drehbuchautor.

## Leben
Jackson Douglas machte seinen Abschluss an der Kentridge High School in Kent, Washington. Ab 1988 studierte er an der Washington State University.
1999 heiratete Douglas seine langjährige Freundin, die Schauspielerin Alex Borstein, nachdem er ihr während eines Sketches in ihrer Show MADtv einen Antrag gemacht hatte.
Die beiden lernten sich kennen, als sie gemeinsam für das ACME Comedy Theatre in Los Angeles spielten.
Ursprünglich war seine Frau für den Part der Sookie St.James, der späteren Frau seines Seriencharakters Jackson Belleville/Melville, in Gilmore Girls vorgesehen. Allerdings musste sie aufgrund vertraglicher Schwierigkeiten aussteigen. Douglas spielte in der Serie in den Jahren 2000 bis 2007 mit und war auch in der Fortsetzung Gilmore Girls: Ein neues Jahr (2016) zu sehen.
Douglas ist als Regisseur für Film und Fernsehen tätig.

## Filmografie
- 1993: Arizona Dream
- 1998: Coming Into Money
- 1999: The Dancing Cow, Synchronstimme
- 2000–2007: Gilmore Girls (Fernsehserie)
- 2012: Unterwegs mit Mum (The Guilt Trip)
- 2016: Gilmore Girls: Ein neues Jahr (Gilmore Girls: A Year in the Life, Miniserie)
- 2017–2023: The Marvelous Mrs. Maisel (Fernsehserie)

### Gastauftritte
- 1998: X-Factor: Das Unfassbare (Beyond Belief: Fact or Fiction), Folge „A Joyful Noise“
- 1999: Providence, Folge 2.10
- 2000: Zoe, Duncan, Jack & Jane, Folge 2.13
- 2000/2001: MADtv, Folgen 5.12, 6.06 und 6.14
- 2001: Family Guy, Folge 3.09
- 2003: Keine Gnade für Dad (Grounded for Life), Folge 3.08

### Als Regisseur
- 1997: Twists of Terror – Das Grauen lauert überall
- 2001: Brown Eyed Girl
- 2005–2006: Gilmore Girls, Folgen 5.18, 6.06 und 7.10
- 2006: Drop Dead Gorgeous (In a Down-to-Earth Bombshell Sort of Way)
- 2010: For Christ’s Sake
- 2012–2013: New in Paradise

### Als Drehbuchautor
- 2001: Brown Eyed Girl

### Als ausführender Produzent
- 2006: Take Alex to Work Day
- 2006: Drop Dead Gorgeous (In a Down-to-Earth Bombshell Sort of Way)